# Yatta
Yatta o Yattah (en árabe: يطّا‎: يطّا) es una ciudad palestina ubicada en la Gobernación de Hebrón, al sur de Cisjordania, a unos 8 kilómetros de la ciudad de Hebrón. Según la Oficina Central de Estadísticas de Palestina, su población a mediados de 2023 era aproximadamente de 73.442 habitantes, lo que la convierte en una de las ciudades más pobladas de Cisjordania. En los alrededores de la ciudad de Yatta se encuentran la aldea de Susiya y una zona conocida como Masafer Yatta, cuya lucha contra el intento israelí de expulsarlos de sus tierras ha adquirido cierta notoriedad en los últimos tiempos.

## Historia
Ubicada en la cima de una gran colina, con una altura media de 820 metros por encima del nivel del mar, Yatta se suele identificar con la ciudad bíblica de Juttah. En 1931 se halló en la ciudad un complejo funerario judío del siglo II d. C. Eusebio de Cesarea (siglo IV) escribió que Yatta era "un pueblo muy grande de judíos a dieciocho millas al sur de Beit Guvrin." Existe la creencia en Israel de que la ciudad tiene su origen en el reino judío de Khaybar, en el suroeste de la península arábiga, y una de sus familias es por lo tanto descendiente de las tribus judías de Arabia. Una investigación realizada por Yitzhak Ben Zvi en 1928 también sugirió que tres de las seis grandes familias de Yatta pertenecían al grupo "Mehamra" y posiblemente descendían de una tribu árabe judía. La mayoría de los palestinos de la zona niegan dicha hipótesis.

### Época Otomana
En 1517, los otomanos incorporaron el pueblo de Yatta a su imperio junto con el resto de Palestina y, en 1596, aparecía en los registros de impuestos otomanos como una nahiya (subdistrito) de Halil, en el liwa (distrito) de Al-Quds. Tenía una población de 127 familias musulmanas y pagaba impuestos sobre trigo, cebada, olivas, cabras y colmenas.
En 1838, Edward Robinson pasó cerca de la ciudad y anotó que Yatta tenía el "aspecto de una moderna y gran ciudad mahometana, con poco renombre y con árboles alrededor."
En julio de 1863, el explorador francés Victor Guérin visitó Youttha. La describió como un pueblo de unos 2.000 habitantes, aunque al menos la mitad de ellos vivían en tiendas, esparcidas por todos sitios, en parte porque se encontraban en época de cosecha y en parte para evitar a los reclutadores del ejército que se encontraban activos en la zona. En 1883, la Fundación para la Exploración de Palestina describió Yatta en su Estudio sobre Palestina Occidental como una "gran aldea ubicada en lo alto de una cresta. La mayor parte es de piedra. El suministro de agua proviene de cisternas. Hacia el sur hay tumbas excavadas en las rocas, y hay prensas de roca para el vino en los alrededores de la ciudad. El paisaje es extremadamente rocoso; al sur del pueblo hay algunos olivos desperdigados; hacia el oeste, bajo un acantilado, hay un pequeño olivar en el que el campamento del equipo del Estudio estuvo ubicado en 1874; a su suroeste había algunas higueras. Los habitantes tienen gran cantidad de rebaños; se decía que hasta un total de 17.000 ovejas, por no hablar de cabras, vacas, camellos, caballos y burros. El jeque tenía 250 ovejas él solo. Al sur del pueblo hay un puñado de tumbas; una tiene un arco superficial en forma de semicírculo excavado sobre una pequeña entrada cuadrada. Al oeste del pueblo y de el Muturrif hay una prensa de vino muy bien excavada en la roca. Hay otra más al norte del pueblo."

### Mandato Británico de Palestina
En el censo de Palestina de 1922, llevado a cabo por las autoridades del Mandato Británico, Yatta tenía una población de 3.179 habitantes, todos ellos musulmanes. Su población había crecido en el censo de 1931, año en el que Yatta tuvo una población de 4.034 personas que vivían en 767 casas, todas ellas musulmanas.
En 1945, la población de Yatta era de 5.260 árabes que poseían 174.172 dunams (17.417,2 hectáreas) de tierra según una encuesta oficial de tierra y población. De estas, 3.254 dunams era para plantaciones y tierra irrigable, 67.498 para cereales y 216 dunams eran consideradas terrenos urbanos.

### Ocupación Jordana
Tras la guerra árabe-israelí de 1948, y como resultado del armisticio árabe-israelí de 1949, Yatta y el resto de Cisjordania quedaron bajo un régimen de ocupación jordana.

### Ocupación Israelí
Desde la guerra de los Seis Días de 1967, tanto Yatta como el resto de Cisjordania permanecen bajo ocupación militar israelí. La población de Yatta en el censo de 1967, llevado a cabo por las autoridades israelíes, era de 7.281 habitantes. Fue la primera ciudad cisjordana que tuvo acceso al sistema de agua y electricidad de Israel en 1967, y la primera aldea en conseguir el estatus de ciudad bajo la ocupación israelí en 1971.
El 17 de enero de 1995, el ejército israelí expulsó de sus casas a 30 familias de la zona de Yatta so pretexto de que necesitaban las tierras para uso militar. Las pertenencias y propiedades de unas 200 personas afectadas se quemaron en el lugar mismo. El 24 de abril de este mismo año, Abed Samad Hreizat moría en el Hospital de Haddassah a consecuencia de los golpes sufridos bajo arresto por las fuerzas de seguridad israelíes.

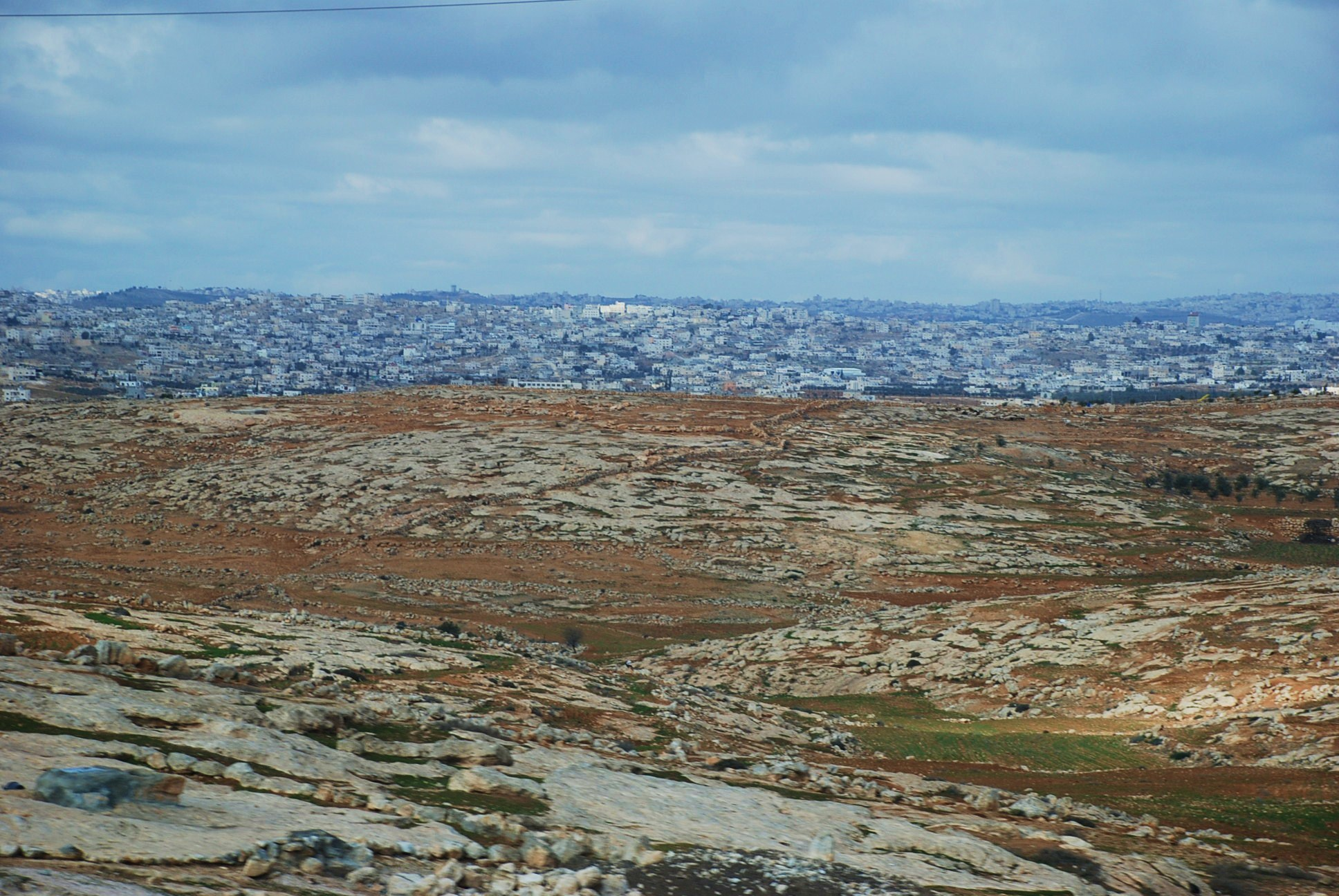
Vista general de Yatta en la lejanía

El 8 de noviembre de 2001, 'Issa Dababseh, de 48 años y residente en Yatta, moría por disparos de la policía de fronteras israelí durante una incursión en el campo. El 7 de marzo de 2002, la fuerza aérea israelí bombardeó instalaciones de seguridad palestinas en Yatta. Cuatro días después, el 11 de marzo, un joven de Yatta de 18 años llamado Ayman Saleh Muhanna moría en un puesto de control de Hebrón por disparos de un tanque israelí. El 2 de abril de 2002, el ejército israelí ocupó la ciudad de Yatta, lo que resultó en 2 palestinos muertos -Jamal Kara'in, de 20 años, y Nader al-Khader, de 28- y otros 7 heridos. Para el 10 de abril, las fuerzas israelíes que habían ocupado durante varios días la ciudad de Yatta se retiraron llevándose consigo a unos 50 detenidos. El 26 de agosto, un niño de tan solo 6 años, Jihad Musa Muhammad al-Athra, murió atropellado por un colono israelí. El 16 de octubre de ese mismo año detuvieron a diez personas más en Yatta, entre ellas a un dirigente de Fatah. Muhammad al-Mor, de 27 años, moría en Yatta el 18 de febrero de 2003 por disparos del ejército israelí mientras huía; no iba armado. El 16 de abril de 2003, el ejército israelí mató en Yatta a Hassan Soleiman Massara -según otras fuentes, Hassan Munasreh-, de 30 o 35 años y miembro de las brigadas Ezzeldin al-Qassam, brazo armado de Hamás, al que supuestamente habían ido a detener. Poco después, el 1 de mayo, morían Muhammad Qa'id Sa'ed Dib, de 22 años, y Khaled Jabarin Shehadeh Salameh, de 27 años, en un intercambio de disparos durante el intento de detención de otra persona. Ellos no estaban participando en el combate. El 27 de noviembre moría el adolescente de 15 años Rashad Muhammad Abdul-Rahman Mur abu-Shaban por disparos israelíes cuando supuestamente iba a arrojar un cóctel molotov.
Muhammad Mahmoud Ahmad Abu Rajab, de 27 años, estaba en su casa la noche del 2 de marzo de 2004 cuando le despertaron unos gritos de soldados israelíes que pedían a los vecinos que salieran a la calle. Cogió sus zapatos y pidió a su mujer que cogiera a su hija de 10 meses y saliera poco después de él. Al salir, recibió una descarga de disparos de los soldados que acabaron con su vida. El fiscal del Comando Central israelí afirmó que no era pertinente investigar su asesinato, dado que portaba algo sospechoso en las manos y su apariencia física parecía la de uno de los hombres buscados. Fadel Khalil abu-Aram, un niño de 14 años de Yatta, murió el 22 de septiembre de 2005 como consecuencia de las heridas sufridas el 17 de agosto por un proyectil de artillería israelí que había quedado sin estallar.

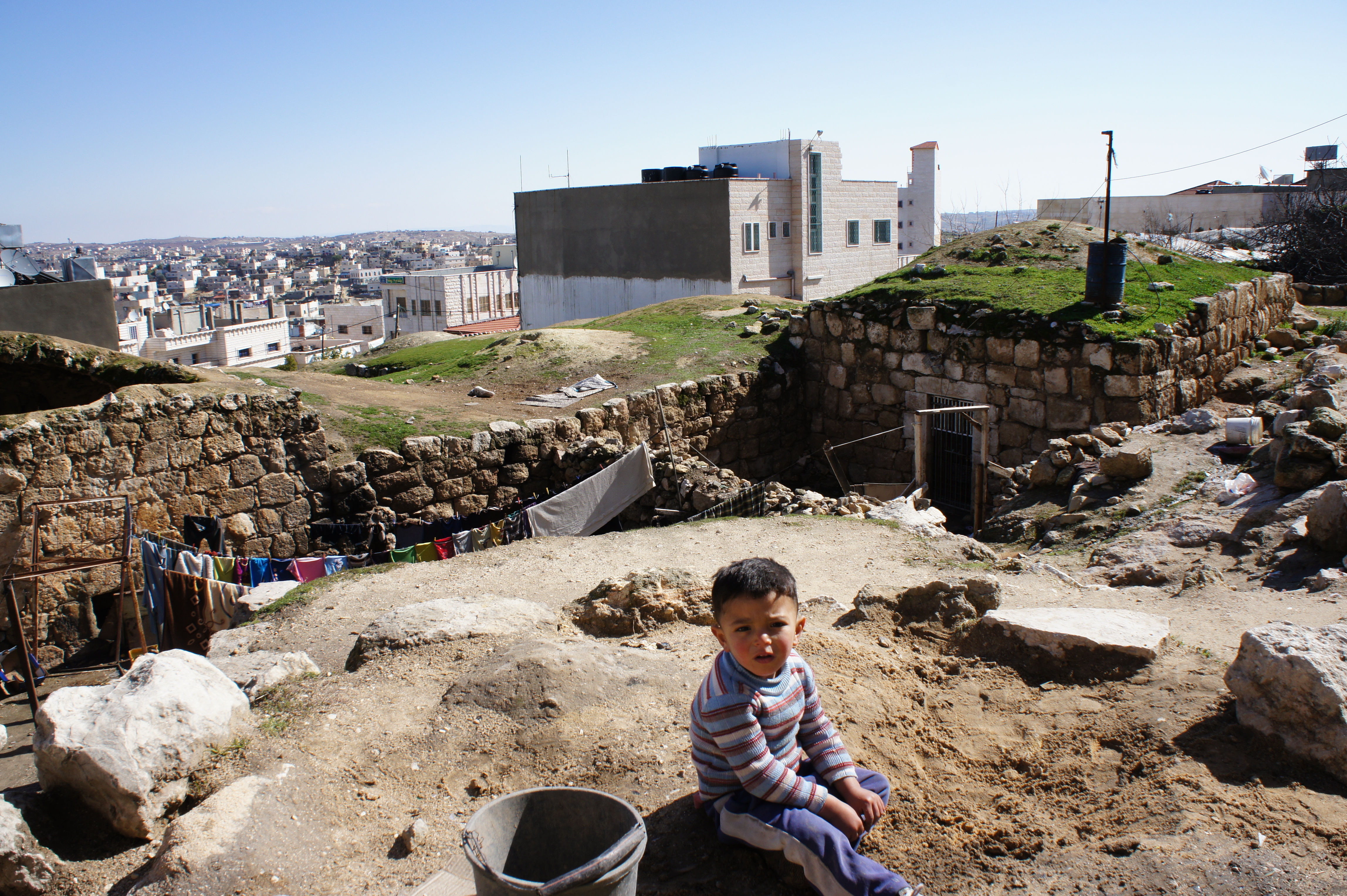
Niño en Yatta

El 7 de octubre de 2009, la policía israelí detuvo a Yaakov Teitel, que había asesinado impunemente a un taxista en Jerusalén Este y a un pastor en Yatta. Ambos asesinatos habían quedado archivados por falta de pruebas, como más del 90% de los ataques sufridos por palestinos, pero la policía empezó a investigarle cuando comenzó a atentar también contra víctimas israelíes.
El 8 de marzo de 2012, unos soldados israelíes mataron a tiros a Zakariya Abu Eram, de 16 o 20 años, e hirieron a dos personas más durante una incursión en la ciudad en busca del tío de Zakariya, Khaled Mahamra, miembro de Hamás, que había sido sentenciado a cadena perpetua y posteriormente liberado como parte del trato para la liberación del soldado israelí Guilad Schalit. La versión israelí fue que habían abierto fuego únicamente después de que una de las víctimas apuñalase a un soldado durante el intento de arresto. Según B'Tselem, el soldado que había sido apuñalado disparó hacia un grupo de adolescentes que huían de la escena, matando a Zakariya, que no había tenido nada que ver, e hiriendo al auténtico agresor.
 

El 3 de septiembre de 2013, cinco premios Nobel de Literatura (Mario Vargas Llosa, J.M. Coetzee, Orhan Pamuk, Herta Müller y Seamus Heaney) se posicionaron contra el desalojo que el ejército de Israel quiere hacer de unas 12 aldeas palestinas al sur de Yatta, en una zona conocida como Masafer Yatta, para crear en su lugar un campo de tiro. Entre los firmantes estaban también los escritores Javier Cercas, Juan Gelman, Eduardo Galeano, Philip Roth, Joe Sacco, John Le Carré, Junot Díaz, Ian McEwan, Roberto Saviano, Alessandro Baricco o Julian Barnes. En octubre de 2013, el ejército israelí acudió a Yatta para exigir a los lugareños que retirasen 10 paneles solares que proveían de electricidad a otras tantas familias de la ciudad. Los paneles estaban situados en sus propios tejados. El 26 de noviembre, tres miembros del grupo minoritario Consejo de Apoyo de los Muyahidín murieron en Yatta, dos acribillados a balazos en su coche y otro más en el intento de detención que policía y ejército israelíes llevaron a cabo. Poco antes, el 17 de noviembre, un grupo de colonos israelíes arrancó 106 olivos de tierras palestinas al este de Yatta. Desde el inicio de la ocupación israelí en 1967, unos 800.000 olivos han sido arrancados de los campos de cultivo palestinos, dejando sin su medio de vida a unas 80.000 personas. 

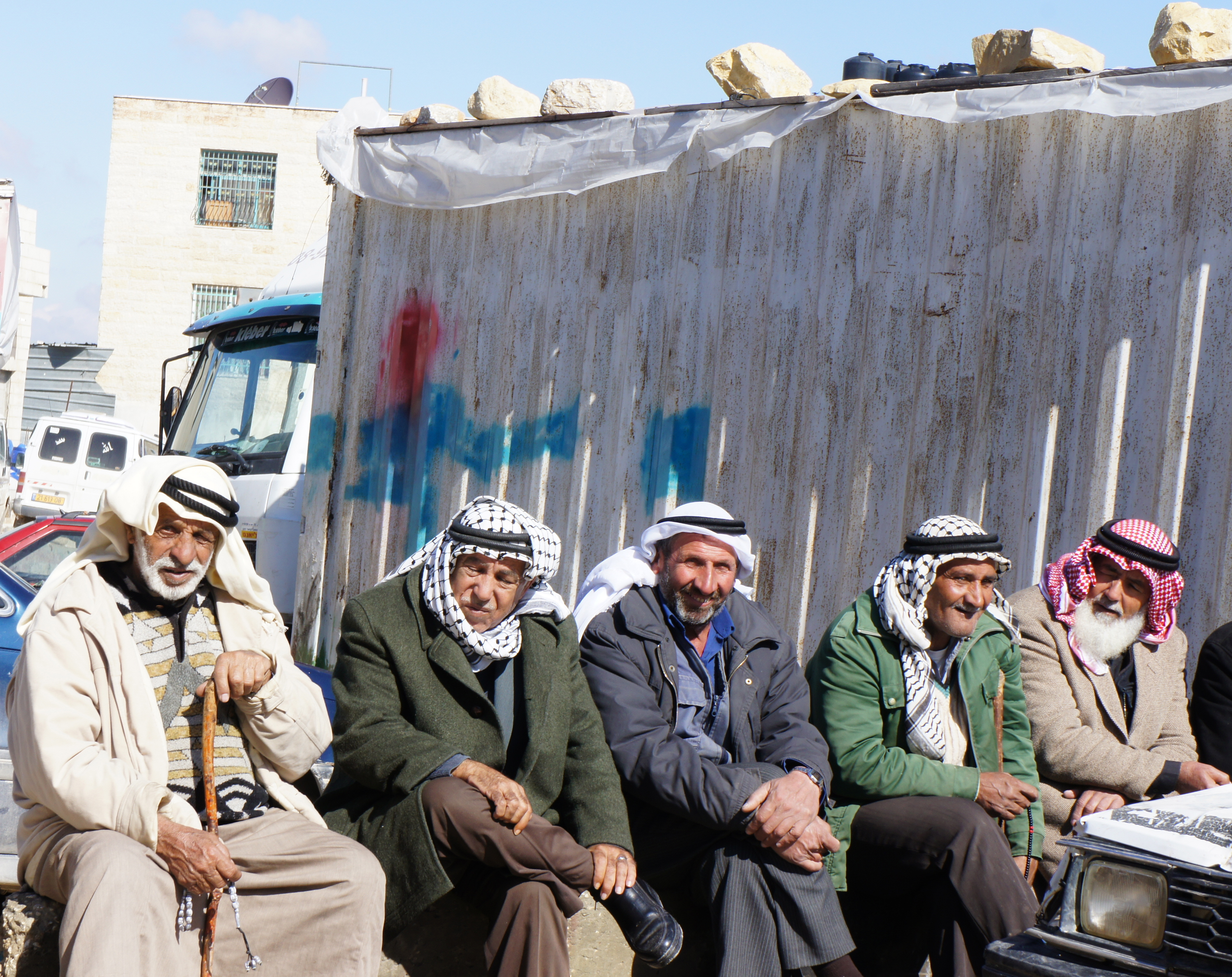
Ancianos en Yatta, 2012

El 14 de enero de 2015, Ousamah Muhammad 'Ali Jundiyeh, de 18 años, moría por los disparos de un soldado israelí cerca del cruce del asentamiento israelí de Gush Etzion. Según diversos medios, le dispararon cuando huía de unos policías que controlaban a posibles ladrones de supermercado. El 7 de octubre de 2015 murió Amjad Hatem al-Jundi, de 20 años, por disparos de la policía israelí en un ataque con cuchillo en el asentamiento de Kiryat Gat. Iyad Jamal 'Issa D'eisat, de 25 años, murió el 24 de diciembre de ese mismo año acribillado en el cruce de al-Fahs. Según un portavoz israelí, le dispararon después de intentar atacar a un soldado con un destornillador.
En junio de 2016, dos habitantes de Yatta fueron arrestados por abrir fuego sobre un grupo de comensales en una cafetería de Tel Aviv, tras lo que fueron acusados de matar a cuatro personas y herir a otras dieciséis. Uno de ellos, Mohammed Mahamra, fue testigo siendo niño de cómo el ejército israelí demolía el edificio donde toda su familia vivía. Además de arrestar a los sospechosos, el ejército israelí bloqueó por completo los doce accesos a la ciudad durante seis semanas, prohibiendo toda entrada o salida de la ciudad tanto a pie como en coche, y revocó el permiso de trabajo de unos 200 familiares de los detenidos que nada tenían que ver con el delito, generando nuevas quejas de castigo colectivo.

## Política
El alcalde de Yatta a fecha de julio de 2016 era Musa Muhamara.

## Cultura
Un vestido jillayeh de Yatta del año 1910 aproximadamente forma parte del Museo Internacional de Arte Popular (MOIFA) en el Museo de Nuevo México en Santa Fe.

## Deporte
El club de fútbol local, el Shabab Yatta, disputa la Primera División Cisjordana en la temporada 2016-2017, tras haber ascendido como segundo clasificado de la Segunda División en la 2015-2016.